# Трафальгарская площадь в Лондоне
«Трафальгарская площадь в Лондоне» (англ. London's Trafalgar Square, 1890) — немой короткометражный черно-белый фильм, снятый британскими пионерами кинематографа Вордсвортом Донисторпом и Уильямом Карр Крофтсом.

## Сюжет
В десяти сохранившихся кадрах заснято движение на Трафальгарской площади — одного из самых значительных и легко узнаваемых мест Лондона. В центре кадра находится Лондонская Национальная галерея, а на переднем плане передвигаются кареты и пешеходы.

## История
Донисторп заинтересовался идеей кинематографического фильма в университете в то время, когда его экзаменатором в 1869 году был физик Джеймс Ма́ксвелл, который в этом же году усовершенствовал зоотроп.
9 ноября 1876 года Донисторп вместе с Крофтсом подали заявку на патент аппарата для «съемки за равные промежутки времени серии фотографических снимков с целью записи имеющих место изменений или же записи движущегося объекта». Аппарат получил название «Kinesigraph».